# Лагуат
Лагуат (арап. الأغواط‎) је оаза и град од 134.372 становника који се налази у срцу Алжира у покрајини Лагуат, у којој је и административни центар.

## Географија
Лагуат лежи на граници где се планине јужног крака Сахарског Атласа спајају са Сахаром, и удаљен је 404 километра јужно од главног града Алжира.
Оаза коју натапа Вади Мзи (низводно се зове Вади Дједи), има површину од 253 хектара. Град се простире на два брда, савремени део града лежи на јужној страни, где су све најважније грађевине државне управе и војске, док се на северној страни налази старији арапски део града, са катедралом истоимене епархије.
Донедавно, када није био толико урбанизован - Лагуат је био обрастао палминим насадима, има их и данас, али их је све мање и ређе.

## Знаменитости и атракције
Градом доминирају две тврђаве подигнуте 1858. за време Француске колонијалне управе први Форт Моранд налази се на југозападу, а други Бускарен на истоку.
Неолитски петроглифи пронађени су у пећинама у близини Сиди Маклуфа (40 км северно).
Југоисточно од града налази се метеорски кратер - Мадна, за који се претпоставља да је пао пре 3 милиона година, и да је био тежак две тоне.

## Историја
Оаза је вероватно насељена током 11. века након инвазије племена Бану Хилал из Арабије, уз помоћ Фатимида из Египта.
Када су маринидски султани из Феза, у Мароку, приморали Абдалвадидског емира Абу Хаму да побегне крајем 14. века, он се неко време склонио са својим присталицама у Лагуат пре него што је отишао у М'заб. Од тада су марокански султани преузели оазу, али побуњени становници нису признали њихову власт и одбили су да плате порез.
Према локалном предању - марабут Сиди Хаџ Аиса (умро 1737.), који се данас слави као заштитник града - преселио се 1698. године. у Лагуату. Од 1727. године оазом и Лагуатом влада Османско царство.
Шеик Муса Ибн Хасан Ел-Мисри из Египта емигрирао је 1829. у Лагуату и основао суфијско братство. Шеик је утицао на снажан отпор локалног становништва француској војсци тако да је Лагуат заробљен тек у децембру 1852., након што је страдало 2300 бранилаца и мештана.
Од 1957. године за француске колонијалне власти побуњени Лагуат више није административни центар јер је премештен у Варглу, и та позиција му је враћена 1974. након административне реформе земље.
Од 1986. године град има Универзитет Амар Телидји где студира 15.000 студената.

## Привреда и транспорт
Лагуат је донедавно био трговачко место номадских сточара и сеоски град који је живео од бербе урми, воћа и поврћа из своје оазе.
Данашњи Лагуат је град гасног бизниса на чијој експлоатацији ради алжирска државна компанија Сонотрач јер се ту налази једно од најбогатијих налазишта на свету Хаси Р'Мел. У граду ради и велика цементара Ел Беида. Познат је по ручно тканим теписима и таписеријама.
Поред града пролази трансахраски магистрални пут Н1, а ту је и аеродром Мула Ахмед, који је реконструисан 2003. године.

## Становништво
| 1977.  | 1987.  | 1998.   |
| ------ | ------ | ------- |
| 42.186 | 69.435 | 106.665 |